# École de maistrance
 (décembre 2022).
Si vous disposez d'ouvrages ou d'articles de référence ou si vous connaissez des sites web de qualité traitant du thème abordé ici, merci de compléter l'article en donnant les références utiles à sa vérifiabilité et en les liant à la section « Notes et références ».
L’École de maistrance assure la formation initiale de certains officiers mariniers de la Marine nationale française. La formation des officiers mariniers a été codifiée en 1923 .
L'appellation École de maistrance apparait déjà en 1859 pour désigner l'école des maintenanciers des navires. Le destin de cette école était intimement lié à celui de l'École des mousses dont elle était une composante.
L'École de maistrance dépend de la Direction du personnel de la Marine (DPM). Elle est implantée au Centre d'instruction naval à Brest et au Pôle Écoles Méditerranée.

## Historique
En 1923 est créée l’École des sous-officiers de la Marine pour assurer la formation initiale des officiers mariniers.
En 1933, elle prend le nom d’École de maistrance et compte plusieurs sections; pont, machine, aéro. Durant la seconde guerre mondiale, elle s'installe successivement à Bordeaux, à Safi au Maroc puis à Toulon. À la fin du conflit, les besoins de la Marine nationale nécessitent de renforcer la formation et la spécialisation des officiers mariniers.
Avec l'apparition des nouvelles technologies, des écoles de spécialité sont donc créées nécessitant d'adapter le recrutement pour former davantage d'officiers mariniers. Avec l'augmentation du nombre de jeunes gens titulaires d'une formation générale dans le civil impose un profond remaniement de l'École de maistrance. L'enseignement n'étant jugé plus adapté aux récentes évolutions technologiques du monde militaire, l'École des mousses ferme ses portes en 1988 et verse son patrimoine à l'École de maistrance, dont son drapeau.
Le 10 octobre 2009, à la recréation de l'École des mousses, son drapeau lui est restitué ; le ministre de la Défense remet alors à l'École de maistrance son propre drapeau.
Pour faire face au besoin d'augmentation des flux de recrutement, la Marine décide, en 2018, d'ouvrir une antenne de l'École de maistrance à Saint Mandrier au sein du Pôle Écoles Méditerranée. En 2023, elle prend le nom d' « École de maistrance à Saint-Mandrier » mais forme peu d'élèves.

## Situation géographique
L'École de maistrance est située à Brest dans le département du Finistère après avoir occupé le château du Dourdy à Loctudy (Finistère).
L'antenne de l'école est à Saint-Mandrier-sur-Mer.

## Missions
L’École de maistrance est issue d’une longue tradition de formation des officiers mariniers, qui lui vaut aujourd’hui de préparer, dans les meilleures conditions et avec son expérience, la relève des équipages de demain.
Durant 20 semaines, l'Ecole de maistrance incorpore les jeunes femmes et jeunes hommes issus de la société civile et les prépare à devenir de futurs jeunes cadres. L'Ecole leur donne les codes indispensables à la vie en équipage, notamment le respect mutuel et le dépassement de soi.
Recrutés au titre d'une spécialité correspondant aux besoins de la
Marine nationale, les élèves suivent une formation initiale de vingt semaines ils rejoignent 
ensuite l'école de spécialité de leur recrutement, pour une durée allant de trois mois à plusieurs années. Celle-ci leur permet d’acquérir une formation technique dans l’une des cinquante spécialités que la Marine nationale propose. À l’issue de ce cursus, ces nouveaux officiers mariniers servent dans un des éléments de force maritime, qu'ils soient terrestres, navals ou aériens ou dans une des directions ou services interarmées (direction de la maintenance aéronautique, direction des systèmes 
d'informations, services du commissariat, états majors…).

## Formations
Avant d'intégrer l'École de maistrance, tous les candidats doivent être se préparer physiquement. Cette préparation physique doit être orientée vers l'aisance aquatique, le renforcement musculaire (épaules, bras, ceintures lombaire et abdominale…), la capacité respiratoire et l'endurance.
Les candidats doivent également se mettre à niveau en connaissances générales (sciences, anglais, français, histoire et géographie).
Ces deux préparations constituent un prérequis absolument nécessaire pour ne pas être en difficulté lors de la formation qui est courte et exigeante.
La formation initiale de vingt semaines se déroule au sein de l'École de maistrance et comprend notamment :
- une phase d'incorporation (visite médicale, renseignements d'ordres administratifs, habillement…) ;
- la formation à la sécurité et au sauvetage de combat en milieu maritime ;
- la formation au domaine maritime (manœuvrer une aussière, permis côtier théorique et pratique) ;
- la formation à la mise en œuvre des armes et les conditions d'emploi ;
- la formation pratique à l'encadrement ;
- le développement de la condition physique et dépassement de soi ;
- une mise à niveau des matières générales (matières scientifiques, anglais, français…).

Durant ces 5 mois, les élèves maistranciers, acquièrent donc les connaissances nécessaires et indispensables à tout officier marinier. Ils apprennent toutes les facettes des instructions militaires (droits et devoirs, discipline générale, sens de l’engagement, comportement individuel, lutte contre les sinistres et secourisme, navigation maritime, utilisation des armes légères d’infanterie, formation à l’encadrement d’équipes) pour comprendre l’exigence de leur nouveau statut. Ils consolident également leurs connaissances académiques (sciences, anglais, géopolitique, techniques de communications) et développent leur pugnacité individuelle et collective lors de séances sportives d’entrainement physique et d’exercices d’infanterie.
Désormais partie intégrante de la FIOM (formation initiale d’officier marinier), l’embarquement s’inscrit dans la continuité de la maxime « apprendre pour comprendre » initiée par l’École de maistrance. Durant cette première expérience, les élèves vivent au rythme de l’équipage du PHA, entre immersion et enseignements. Outre le quart de jour comme de nuit, ils prennent part aux divers exercices de tir et de sécurité du bord. Au contact de leurs ainés, de leurs cadres et enseignants, les élèves vont pouvoir constater tout le savoir-faire des marins embarqués, indispensable à la bonne conduite d’un navire de guerre et de sa mission.
Une expérience d’autant plus enrichissante que plusieurs détachements peuvent être présents à bord : la Légion Étrangère, le GSIM (fusiliers marins), l’ALAT (aviation légère de l’armée de Terre) et la flottille amphibie. Ainsi les élèves peuvent apprendre et mieux comprendre, la complémentarité et l’interopérabilité d’une marine de combat.
Des visites sont également organisées à bord d'éléments de force maritime (terrestres, maritimes, aériens, de soutien) avec ou sans lien avec la future spécialité des candidats. Ces visites ont pour objectif de faire prendre conscience aux élèves l'exigence de leur statut de militaire et la nécessaire polyvalence d'un marin (factionnaire, gradé coupée, équipier d'aussière, membre d'une équipe de lutte contre un sinistre…), quelle que soit sa spécialité.

## Recrutement
Chaque année, sont regroupées au sein d'une promotion de 1200 jeunes gens, quatre sessions d'environ 300 élèves âgés de 17 à 30 ans.
Le recrutement se fait sur dossier, déposés et constitués par un Centre d'Information et de Recrutement des Forces Armées (CIRFA) ou un bureau de recrutement de la marine en outre-mer. Des tests physiques, psychotechniques et une visite médicale complètent l'inscription. Il y a quatre périodes de recrutement (commissions): en septembre, en octobre, en janvier et en mars.
Les candidats sont recrutés au grade de second maitre.

Patte d'épaule.

## Traditions
Dans les premières semaines au sein de l'École, les élèves reçoivent tour à tour :
- la coiffe (casquette ou tricorne) des mains de leurs cadres ;
- les galons caractéristiques et uniques de l'École de maistrance des mains de leurs prédécesseurs ;
- le fanion de leur compagnie ;
- la garde du drapeau de l'École.

À la fin de leur formation initiale, ces galons sont modifiés lorsque les élèves sont brevetés maistranciers et qu'ils deviennent seconds maitres maistranciers.
Chaque promotion annuelle porte le nom d'une personne emblématique ou d'une unité s'étant particulièrement distinguée. La promotion 2024 porte le nom de "Second maitre Monique Bardet", jeune engagée au sein du Service Féminin de la Flotte et ayant participé aux campagnes du Régiment Blindé de Fusiliers Marins en France, en Allemagne et en Indochine.

## Noms des promotions
La liste des noms de promotions ne prend en compte que ceux liés à la réunion de toutes les entités constitutives de l'École de maistrance.
|        | Noms de baptême                                                    |
| ------ | ------------------------------------------------------------------ |
| 1988   | Amiral Ronarc’h                                                    |
| 1989-1 | Officier des équipages René Duvauchelle                            |
| 1989-2 | Maître Buino                                                       |
| 1990-1 | Premier maître Nonen                                               |
| 1990-2 | Officier des équipages Paul Goffeny                                |
| 1991-1 | Second maître Le Bihan                                             |
| 1991-2 | Officier des équipages Pierre Le Goffic                            |
| 1992-1 | Capitaine de vaisseau Pierre Chaminade                             |
| 1992-2 | Vice amiral d’escadre Jaujard                                      |
| 1993-1 | Capitaine de frégate Curutchet                                     |
| 1993-2 | Jean Bart                                                          |
| 1994-1 | Dupetit-Thouars                                                    |
| 1994-2 | Duperré                                                            |
| 1995-1 | Premier maître L’Her                                               |
| 1995-2 | Amiral Willaumez                                                   |
| 1996-1 | Tartu                                                              |
| 1996-2 | Capitaine de vaisseau Lucas                                        |
| 1997-1 | Premier maître Corre                                               |
| 1997-2 | Amiral Lepotier                                                    |
| 1998-1 | Quartier-maître Anquetil                                           |
| 1998-2 | Maître Faou                                                        |
| 1999-1 | Maître Billien                                                     |
| 1999-2 | Lieutenant de vaisseau Lavallée                                    |
| 2000-1 | Officier en chef des équipages Paul Vibert                         |
| 2000-2 | Officier en chef des équipages Francis Vourch                      |
| 2001-1 | Officier en chef des équipages Alexandre Lofi                      |
| 2001-2 | Duguay-Trouin                                                      |
| 2002-1 | Richelieu                                                          |
| 2002-2 | Officier en chef des équipages Paul Capitaine                      |
| 2003-1 | Officier principal des équipages Yves-Marie Toul                   |
| 2003-2 | Officier principal des équipages Pierre Euzen                      |
| 2004-1 | Officier en chef des équipages Max Ibarlucia                       |
| 2004-2 | Mécanicien principal Arthur Bourcier                               |
| 2005-1 | Officier principal des équipages Georges Le Sant                   |
| 2005-2 | Armorique                                                          |
| 2006-1 | Dixmude                                                            |
| 2006-2 | Maître Lucien Bernier                                              |
| 2007-1 | Maître R. Guillamet                                                |
| 2007-2 | SM Casabianca                                                      |
| 2008-1 | QM Jean Couturier                                                  |
| 2008-2 | Corvette Aconit                                                    |
| 2009-1 | Maitre principal Frédéric Paré                                     |
| 2009-2 | Flottille 14 F                                                     |
| 2010-1 | Maitre principal Loïc Le Page                                      |
| 2010-2 | Sous marin Curie                                                   |
| 2011-1 | Maitre principal Eugène Normant                                    |
| 2011-2 | Contre torpilleur Bison                                            |
| 2012   | Quartier maitre Jean Luc Gautreau                                  |
| 2013   | Second maitre Daniel Robert                                        |
| 2014   | Second maitre Raymond Dumenoir                                     |
| 2015   | Maitre Claude Pellé                                                |
| 2016   | Maitre Adolphe Marie Jezequel                                      |
| 2017   | Porte-avions Clemenceau                                            |
| 2018   | L’Astrolabe                                                        |
| 2019   | Capitaine de vaisseau Philippe Tailliez                            |
| 2020   | Premier maitre Alain Bertoncello                                   |
| 2021   | Chesapeake                                                         |
| 2022   | Officier en chef des équipages Alexis Mignon                       |
| 2023   | Premier maitre Francis Étienne Delery                              |
| 2024   | Second maitre Monique Bardet (Régiment blindé de fusiliers-marins) |
| 2025   | Premier maitre François Le Guen (Sous marin Rubis)                 |